# Саитоти, Джордж
Джордж Мусенги Саитоти (англ. George Musengi Saitoti; 3 августа 1945, область Масаиленд, близ Найроби, колония Кения — 10 июня 2012, Кибику, Нгонг, близ Найроби, Кения) — кенийский военный и политик, вице-президент Кении (1989—1997 и 1999—2002).

## Биография
Изучал математику в Брандейском университете, получив докторскую степень, затем — в Университете Сассекса и Университете Уорвика (Великобритания). Изучал экономику в Cambridge School of Weston, в Вестоне, штат Массачусетс (США).
- 1983—1989 гг. — министр финансов,
- 1989—1997 гг. — вице-президент Кении,
- 1997—1999 гг. — министр планирования и национального развития,
- 1999—2002 гг. — вице-президент Кении,
- 2001—2002 гг. — государственный министр,
- 2003—2005, 2006—2008 гг. — министр образования науки и технологий; отвечал за реализацию программы бесплатного образования,
- с 2008 г. — министр внутренней безопасности,
- 2008 г. — председатель Партии национального единства,
- 2010—2011 гг. — и. о. министра иностранных дел Кении.

В 1990—1991 годах — являлся исполнительным председателем Международного валютного фонда МВФ и Всемирного банка, в 1999—2000 годах — президент African, Caribbean and Pacific Group of States.
Являлся убежденным противником радикального исламистского движения Джамаат Аш-Шабааб из соседнего Сомали. В связи с тем, что исламисты организовывали террористические акты на территории Кении проводи спецоперации в их отношении.
Погиб 10 июня 2012 года в результате авиакатастрофы, связанной с крушением вертолёта.